# Soběchleby
Soběchleby (deutsch Sobiechleb) ist eine Gemeinde in Tschechien. Sie liegt acht Kilometer südöstlich von Lipník nad Bečvou und gehört zum Okres Přerov.

## Geographie
Soběchleby befindet sich südlich des Maleníkwaldes in der Podbeskydská pahorkatina (Vorbeskidenhügelland). Das Dorf liegt am Hang linksseitig des Baches Maleník. Nördlich erhebt sich die Krásnice (464 m), im Nordosten der Pavelák (366 m) und südwestlich der Dubanec (310 m).
Nachbarorte sind Týn nad Bečvou, Přední Familie und Zadní Familie im Norden, Rybáře, Na Krásné Vyhlídce, Paršovice und Rakov im Nordosten, Dolní Nětčice im Osten, Horní Nětčice und Vítonice im Südosten, Žákovský Mlýn, Žákovice und Blazice im Süden, Símře und Bezuchov im Südwesten, Oprostovice und Radotín im Westen sowie Vidláč und Lhota im Nordwesten.

## Geschichte
Archäologische Funde belegen eine Besiedlung des Gemeindegebietes seit dem 1. Jahrhundert. Es wird vermutet, dass in Soběchleby bereits zu Zeiten des hl. Method von Saloniki eine Kirche mit slawischer Liturgie bestanden hat. Der Pfarrsprengel entstand unter Bischof Bruno von Schauenburg. Die erste urkundliche Erwähnung des zur Herrschaft Helfenstein gehörigen Dorfes Zobochleb erfolgte im Jahre 1368 als Besitz des Jan von Krawarn (1323–1369). Dieser hatte zuvor anstelle des alten romanischen Kirchleins eine größere gotische Kirche erbauen lassen. Im Jahre 1406 wurde der Ort als Sobiechleby bezeichnet. Das älteste Ortssiegel stammt von 1447; es zeigt ein Kreuz, darunter ein Brot und ein Messer und trägt die Inschrift SOBYECHLEBY. 1555 errichteten die Mährischen Brüder eine Brüderschule. Ab 1600 wurde der örtliche Vogt mittels eines Wahlverfahrens gekürt. 1620 beendete die Herrschaft Helfenstein die ständigen Vogtswahlen und setzte fortan den reichsten Bauern als Vogt ein. Während des Dreißigjährigen Krieges fiel die Herrschaft Helfenstein an die Dietrichsteiner, die Leipnik zum Sitz der Herrschaft machten. Ab 1633 ist der Ortsname Sobiechleb und ab 1771 die lateinische Form Sobiechlebium nachweislich. 1654 kam der Kantor Johann Georg Koth aus Fulnek nach Soběchleby und übernahm auch das Lehreramt. Die Familie Koth, auch Kottek bzw. Kotek, stellte bis 1884 ununterbrochen die Lehrer in Soběchleby. Diese 230-jährige Familientradition ist in Mähren einmalig. 1711 wurde die Schule um ein Stockwerk erhöht und der zweiklassige Unterricht aufgenommen. Die Matriken in Soběchleby werden seit 1718 geführt. Ab 1740 erfolgte in einer Chaluppe der Unterricht einer dritten Klasse, damit wurden in Soběchleby 300 Kinder im Alter von sechs bis zwölf Jahren unterrichtet.1752 erteilen die Herren von Dietrichstein dem Dorf ein neues Siegel mit drei Brotlaiben und zwei Winzermessern, das die Inschrift Sobiechleb trägt. Zwischen 1754 und 1770 entstand die neue Kirche. In den Jahren 1770 und 1771 erfolgte die Nummerierung der Häuser. 1774 schaffte die Herrschaft Leipnik die Vogtei in Soběchleby ab und errichtete ein Erbgericht. Bis zur Mitte des 19. Jahrhunderts war das Dorf zur Herrschaft Leipnik untertänig.
Nach der Aufhebung der Patrimonialherrschaften bildete Soběchleby / Sobiechleb ab 1850 mit der Ansiedlung Símře eine Gemeinde in der Bezirkshauptmannschaft Mährisch Weißkirchen. Zwischen 1884 und 1888 entstand die Straße nach Lipník nad Bečvou und 1892 die Straße nach Símře. Die schule wurde 1895 umgebaut. Zwischen 1907 und 1935 erfolgten Flurbereinigungen. Nach der Aufhebung des Okres Hranice wurde Soběchleby 1960 dem Okres Přerov zugeschlagen. Zwischen 1961 und 1983 hatte Símře den Status eines Ortsteils. 1976 wurden die umliegenden Gemeinden Dolní Nětčice, Hlinsko, Horní Nětčice, Kladníky, Lhota, Radotín und Žákovice dem Örtlichen Nationalausschuss Soběchleby angeschlossen und 1983 gänzlich eingemeindet. Am 24. November 1990 lösten sich die eingemeindeten Ortschaften wieder los.

## Gemeindegliederung
Für die Gemeinde Soběchleby sind keine Ortsteile ausgewiesen. Zu Soběchleby gehört die Ansiedlung Símře (Simersch).

## Sehenswürdigkeiten
- Barocke Pfarrkirche Mariä Himmelfahrt, das auch als Kathedrale der Region Záhoří bezeichnete mächtige Bauwerk mit einem 37 m hohen Turm entstand in den Jahren 1754–1770 nach Plänen von Franz Anton Grimm auf den Grundmauern romanischer und gotischer Vorgängerbaue.
- Barocke Statue des hl. Wendelin
- Statue der Jungfrau Maria, geschaffen 1911
- Kapelle des hl. Antonius von Padua in Símře